# Yūichi Hosoda
Yūichi Hosoda (細田 雄一, Hosoda Yūichi), né le 6 décembre 1984 à Tokushima, est un triathlète japonais, professionnel depuis 2001.

## Biographie
Yūichi Hosoda, est sextuple champion d'Asie de triathlon de 2010 à 2015, vainqueur des Jeux asiatiques en 2010 et 2014, et sacré champion du monde d'aquathlon en 2014.

## Palmarès
Le tableau présente les résultats les plus significatifs (podium) obtenus sur le circuit national et international de triathlon depuis 2001.
| Année                                        | Compétition                                 | Pays              | Position           | Temps           |
| -------------------------------------------- | ------------------------------------------- | ----------------- | ------------------ | --------------- |
| 2021                                         | Championnats du Japon                       | Japon             | Médaille d'or      | 1 h 51 min 58 s |
| 2019                                         | Championnats du Japon moyenne distance      | Japon             | Médaille d'argent  | 4 h 58 min 29 s |
| 2019                                         | Jeux asiatiques de Palembang - relais mixte | Indonésie         | Médaille d'or      | 1 h 30 min 39 s |
| 2019                                         | Coupe d'Asie - l'étape de Sokcho            | Corée du Sud      | Médaille d'or      | 55 min 15 s     |
| 2017                                         | Championnat asiatique - relais mixte        | Indonésie         | Médaille d'or      | 1 h 30 min 39 s |
| 2015                                         | Championnat d'Asie dans le Taipei chinois   | Taipei chinois    | Médaille d'or      | 2 h 0 min 18 s  |
| 2014                                         |                                             |                   |                    |                 |
| Jeux d'Asie de plage à Phuket - Relais mixte | Thaïlande                                   | Médaille d'or     | 22 min 26 s        |                 |
| Championnats du Japon                        | Japon                                       | Médaille d'argent | 1 h 49 min 28 s    |                 |
| Jeux asiatiques d'Incheon                    | Corée du Sud                                | Médaille d'or     | 1 h 49 min 11 s    |                 |
| Jeux asiatiques d'Incheon - Relais mixte     | Corée du Sud                                | Médaille d'or     | 18 min 32 s        |                 |
| Coupe d'Asie - l'étape de Gamagōri           | Japon                                       | Médaille d'argent | 1 h 54 min 0 s     |                 |
| 2013                                         | Coupe d'Asie - l'étape de Gamagōri          | Japon             | Médaille d'or      | 1 h 52 min 22 s |
| 2013                                         | Championnat d'Asie à Subic                  | Philippines       | Médaille d'or      | 2 h 1 min 32 s  |
| 2013                                         | Championnats du Japon                       | Japon             | Médaille d'argent  | 1 h 48 min 31 s |
| 2012                                         | Championnat d'Asie à Tateyama               | Japon             | Médaille d'or      | 1 h 39 min 31 s |
| 2011                                         | Championnat d'Asie à Yilan                  | Taipei chinois    | Médaille d'or      | 2 h 1 min 18 s  |
| 2011                                         | Championnats du Japon                       | Japon             | Médaille d'or      | 1 h 49 min 21 s |
| 2011                                         | Coupe d'Asie - l'étape de Gamagōri          | Japon             | Médaille d'or      | 2 h 1 min 18 s  |
| 2011                                         | Coupe d'Asie - l'étape de Séoul             | Corée du Sud      | Médaille de bronze | 1 h 53 min 7 s  |
| 2010                                         | Jeux d'Asie de plage à Mascate              | Oman              | Médaille d'or      | 1 h 51 min 21 s |
| 2010                                         | Jeux asiatiques à Guangzhou                 | Chine             | Médaille d'or      | 1 h 52 min 15 s |
| 2010                                         | Coupe d'Asie - l'étape d'Amakusa            | Japon             | Médaille d'or      | 1 h 51 min 12 s |
| 2010                                         | Coupe du monde - l'étape d'Ishigaki         | Japon             | Médaille d'argent  | 1 h 54 min 7 s  |
| 2009                                         | Coupe d'Asie - l'étape du Mékong            | Chine             | Médaille d'or      | 1 h 48 min 49 s |
| 2008                                         | Championnat d'Asie à Guangzhou              | Chine             | Médaille de bronze | 1 h 51 min 22 s |
| 2007                                         | Coupe d'Asie - l'étape d'Shichigahama       | Japon             | Médaille d'or      | 1 h 53 min 46 s |
| 2005                                         | Coupe d'Asie - l'étape de Tokyo             | Japon             | Médaille de bronze | 1 h 50 min 15 s |
| 2005                                         | Coupe d'Asie - l'étape de Murakami          | Japon             | Médaille d'or      | 1 h 48 min 39 s |
| 2005                                         | Championnat d'Asie à Singapour              | Singapour         | Médaille de bronze | 1 h 54 min 5 s  |
| 2005                                         | Coupe d'Asie - l'étape de Seoraksan         | Corée du Sud      | Médaille d'argent  | 1 h 53 min 2 s  |
| 2005                                         | Coupe d'Asie - l'étape de Wakayama          | Japon             | Médaille d'argent  | 1 h 54 min 30 s |
| 2005                                         | Coupe d'Asie - l'étape de Makuhari          | Japon             | Médaille d'or      | 1 h 56 min 31 s |
| 2004                                         | Coupe d'Asie - l'étape d'Amakusa            | Japon             | Médaille de bronze | 1 h 53 min 12 s |

| Année | Compétition                                  | Pays   | Position      | Temps          |
| ----- | -------------------------------------------- | ------ | ------------- | -------------- |
| 2014  | Championnats du monde d'aquathlon à Edmonton | Canada | Médaille d'or | 24 min 18 s    |
| 2013  | Championnats du Japon de duathlon            | Japon  | Médaille d'or | 2 h 1 min 25 s |

| Édition      | Position | Temps           |
| ------------ | -------- | --------------- |
| Londres 2012 | 43e      | 1 h 51 min 40 s |